# Ladoffa trifasciata
Ladoffa trifasciata är en insektsart som beskrevs av Cavichioli et Bortolli-chiamolera 2001. Ladoffa trifasciata ingår i släktet Ladoffa och familjen dvärgstritar. Inga underarter finns listade i Catalogue of Life.